# French Hill
James French Hill (ur. 5 grudnia 1956 w Little Rock) – amerykański polityk, członek Partii Republikańskiej.

## Działalność polityczna
Od 3 stycznia 2015 jest przedstawicielem 2. okręgu wyborczego w stanie Arkansas w Izbie Reprezentantów Stanów Zjednoczonych.